# Roveredo
För andra betydelser, se Roveredo (olika betydelser).
Roveredo är en ort och kommun i den italienskspråkiga regionen Moesa i kantonen Graubünden, Schweiz. Kommunen har 2 625 invånare (2023).
Roveredo är regionens centralort och ligger nederst i dalen Val Mesolcina, där denna möter dalen Val Calanca. 